# Listă de filme: R
| Listă de filme                                          | Listă de filme | Listă de filme | Listă de filme | Listă de filme | Listă de filme | Listă de filme |
| ------------------------------------------------------- | -------------- | -------------- | -------------- | -------------- | -------------- | -------------- |
| #                                                       | A              | B              | C              | D              | E              | F              |
| G                                                       | H              | I              | J · K          | L              | M              | N · O          |
| P                                                       | Q · R          | S · Ș          | T · Ț          | U · V          | W · X          | Y · Z          |
| Această infocasetă: vizualizare • discuție • modificare |                |                |                |                |                |                |

Aceasta este o listă de filme care încep cu litera R.
- Războiul stelelor - Episodul I: Amenințarea fantomei
- Războiul stelelor - Episodul II - Atacul clonelor
- Războiul stelelor - Episodul III: Răzbunarea Sith
- Războiul stelelor - Episodul IV: O nouă speranță (inițial, numit Războiul stelelor)
- Războiul stelelor - Episodul V: Imperiul contraatacă
- Războiul stelelor - Episodul VI: Întoarcerea lui Jedi
- Rebecca
- Reconstituirea
- Recuperatorul
- Regina africană
- Robinson Crusoe și prietenii săi
- Roma, oraș deschis